# Electric Honey
Electric Honey és una discogràfica de música pop a càrrec dels estudiants del Stow College de Glasgow. Cada any, trien un grup i el contracten per a publicar un disc com a part del seu curs. Alguns dels àlbums publicats de més rellevància fins ara són Tigermilk, de Belle & Sebastian, i Starfighter Pilot, de Snow Patrol (anomenats Polar Bear en aquell moment).
Els estudiants del Stow College també es fan càrrec de la discogràfica Gdansk Recordings, especialitzxada en Música electrònica, i Root8 Recordings, que publica música tradicional.

## Publicacions
- Baby Chaos (1993)
- Eight Miles High (1994)
- Moondials (1995)
- Belle & Sebastian, Tigermilk (1996)
- Snow Patrol, Starfighter Pilot (1997)
- Flow (1998)
- Rob Alexandra (1999)
- Biffy Clyro, thekidswhopoptodaywillrocktomorrow (2000)
- Pupkin, Morning Light (2001)
- Policechief, Coup De Grace (2002)
- Odeon Beat Club, Behind My Eye (2003)
- Poor Old Ben, Another Day (2004)
- Clearfall, .Sculpt.Paint.Sketch. (2005)